# السمحة (الحيمة الخارجية)

تعديل مصدري - تعديل

السمحة هي إحدى قرى عزلة سهام بمديرية الحيمة الخارجية التابعة لمحافظة صنعاء، بلغ تعداد سكانها 31 نسمة حسب تعداد اليمن لعام 2004.